# Utetes signatigaster
Utetes signatigaster är en stekelart som först beskrevs av Fischer 1968.  Utetes signatigaster ingår i släktet Utetes och familjen bracksteklar. Inga underarter finns listade i Catalogue of Life.